# Bric la Plata
Il Bric la Plata o Bric la Piata (1.731 m s.l.m.) è una montagna delle Alpi del Monviso nelle Alpi Cozie. Si trova in Piemonte (Provincia di Cuneo).

## Caratteristiche

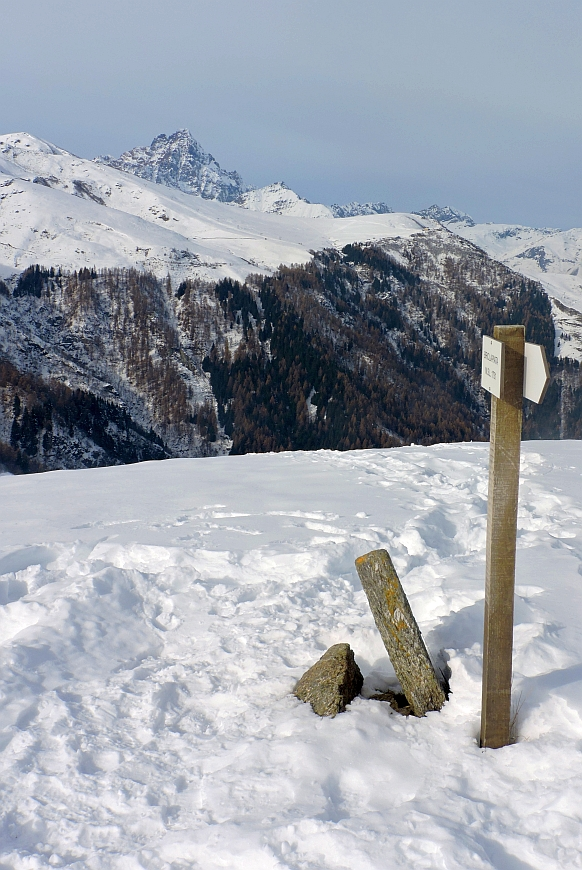
La cima della montagna e sullo sfondo il Monviso

La montagna è collocata lungo lo spartiacque tra la Valle Po (a nord) e il Vallone di Gilba, tributario quest'ultimo della Val Varaita. Si trova a est del Colle di Gilba; verso est lo spartiacque prosegue verso la Rocca del Col con alcune elevazioni minori (Bric Arpiol, Bric la Costa, la Grimbassa). Il Bric la Plata si trova al confine tra i comuni di Sanfront (Val Po) e di Sampeyre (Val Varaita).. Sulla cima della Bric la Plata si trova una croce di vetta metallica.

## Salita alla vetta
Il Bric la Plata viene scalato in genere dal sentiero che percorre il crinale Po/Gilba, spesso a partire dall'omonimo punto di valico. La difficoltà di ascensione è valutata di grado E (escursionismo medio). La montagna è anche la meta di un itinerario con le ciastre non particolarmente impegnativo a livello tecnico.

## Cartografia
- Cartografia ufficiale italiana dell'Istituto Geografico Militare (IGM) in scala 1:25.000 e 1:100.000, consultabile on line
- Istituto Geografico Centrale - Carta dei sentieri 1:50.000 n.6 "Monviso"
- Fraternali editore, Carta dei sentieri e stradale 1:25.000 n.10 "Valle Po Monviso"